# Démographie de l'Asie

Carte des pays par densité de population

L'Asie est le continent le plus peuplé et le plus densément peuplé.
L'Asie compte 4,6 milliards d'habitants en 2019, soit plus de la moitié de la population mondiale (environ 60 %). Environ 2 milliards d'entre eux ont moins de 20 ans. La population est toutefois très inégalement répartie : aux déserts humains de l'ouest et du nord de l'Asie s'opposent les grands foyers de peuplement de l'Asie du Sud et de l'est.

## Évolution de la population
La population asiatique connaît une croissance rapide et a représenté une part de plus en plus importante de la population mondiale entre 1950 et 2000. Cependant, depuis cette date, la part de l'Asie dans la population mondiale décline en raison d'une croissance plus forte de certains continents, notamment l'Afrique.
| Année | Population de l'Asie | Population mondiale | Part de l'Asie |
| ----- | -------------------- | ------------------- | -------------- |
| 1950  | 1 404 909 000        | 2 536 431 000       | 55,4 %         |
| 1960  | 1 705 041 000        | 3 034 950 000       | 56,2 %         |
| 1970  | 2 142 480 000        | 3 700 437 000       | 57,9 %         |
| 1980  | 2 649 578 000        | 4 458 004 000       | 59,4 %         |
| 1990  | 3 226 099 000        | 5 327 231 000       | 60,6 %         |
| 2000  | 3 741 263 000        | 6 143 494 000       | 60,9 %         |
| 2010  | 4 209 594 000        | 6 956 824 000       | 60,5 %         |
| 2019  | 4 601 371 000        | 7 713 468 000       | 59,7 %         |

## Natalité
Certains pays d'Asie mènent des politiques pour limiter les naissances, comme la Chine avec sa politique du mariage tardif et de l'enfant unique (toutefois abandonnée en 2015), ou l'Inde avec le versement d'allocations valorisées aux familles les moins nombreuses.
La fécondité varie selon les différentes régions d'Asie.
Les pays d'Asie de l'Est ont un taux de fécondité très faible : 1,6 enfant par femme en Chine, 1,4 au Japon, 1,2 en Corée du Sud et 1,1 à Taïwan.
En revanche, les pays d'Asie de l'Ouest, d'Asie centrale et d'Asie du Sud ont un taux de fécondité plus élevé : 5,3 enfants par femme en Afghanistan, 4,4 au Yémen, 3,6 au Pakistan ou 3,1 en Israël.

## Pays les plus peuplés
Les dix pays les plus peuplés d'Asie sont les suivants :
| Rang | Pays        | Population (2021) |
| ---- | ----------- | ----------------- |
| 1    | Chine       | 1 407 054 000     |
| 2    | Inde        | 1 374 466 000     |
| 3    | Indonésie   | 270 203 000       |
| 4    | Pakistan    | 225 200 000       |
| 5    | Bangladesh  | 170 318 000       |
| 6    | Japon       | 125 620 000       |
| 7    | Philippines | 109 953 000       |
| 8    | Vietnam     | 97 580 000        |
| 9    | Iran        | 84 275 000        |
| 10   | Turquie     | 83 614 000        |

## Liste des régions d'Asie par population

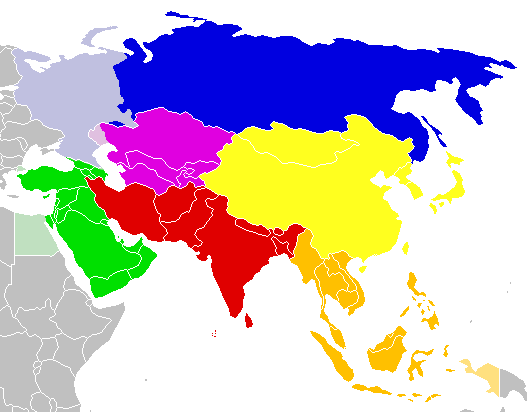
Régions d'Asie :
Asie du Sud
Asie de l'Est
Asie du Sud-Est
Asie de l'Ouest
Asie centrale

Les cinq régions d'Asie classées par population :
| Rang | Région          | Population en 2021 | %     |
| ---- | --------------- | ------------------ | ----- |
|      | Asie            | 4 679 661 000      | 100,0 |
| 1    | Asie du Sud     | 1 962 272 000      | 41,9  |
| 2    | Asie de l'Est   | 1 682 855 000      | 36,0  |
| 3    | Asie du Sud-Est | 675 118 000        | 14,4  |
| 4    | Asie de l'Ouest | 283 988 000        | 6,1   |
| 5    | Asie centrale   | 75 427 000         | 1,6   |

## Groupes ethniques

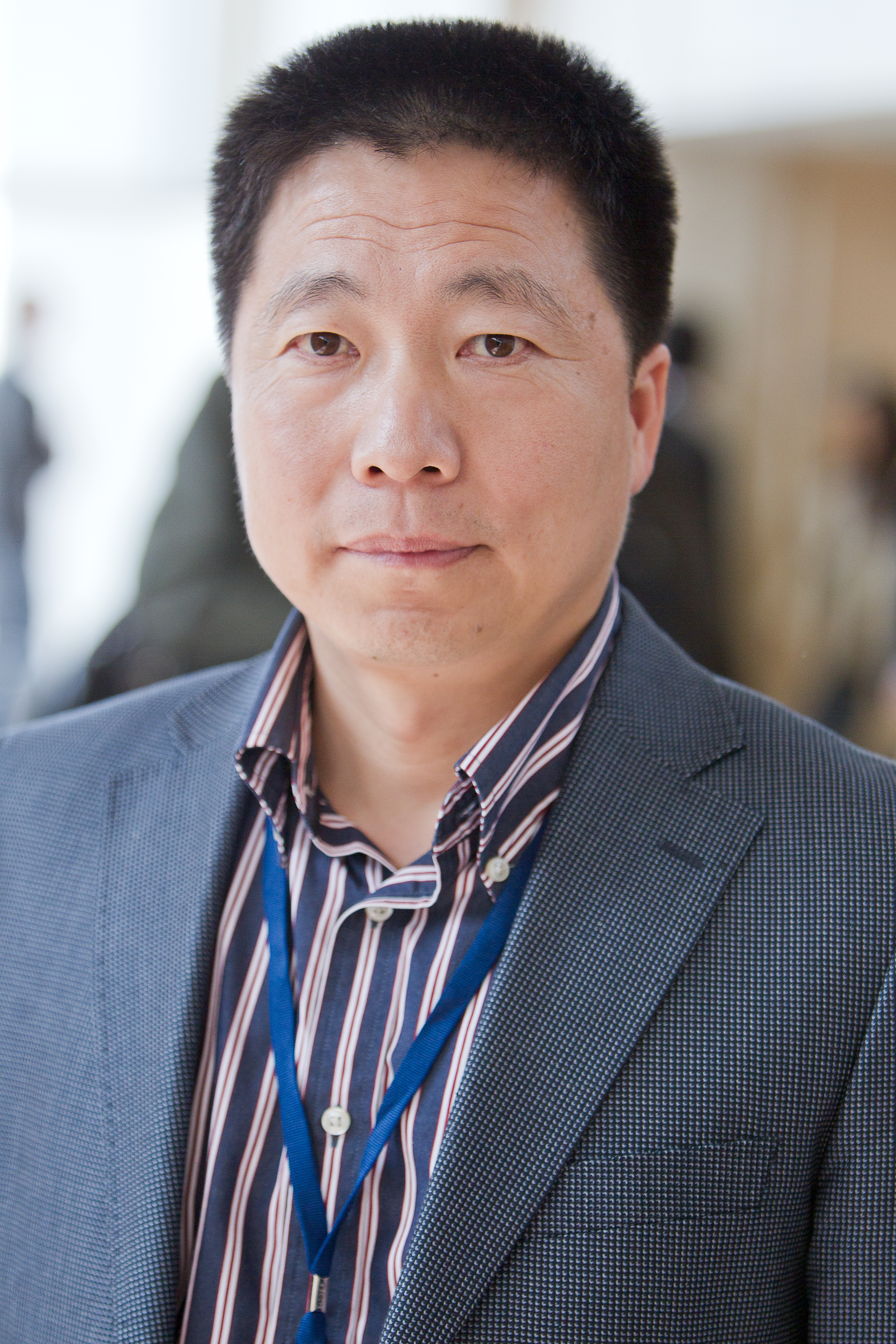
Chinois Han (Asie de l'Est).
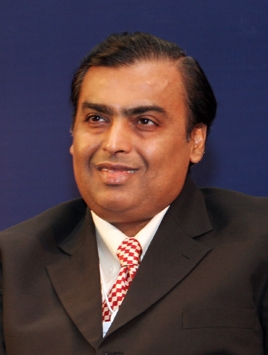
Indien Gujarati (Asie du Sud).
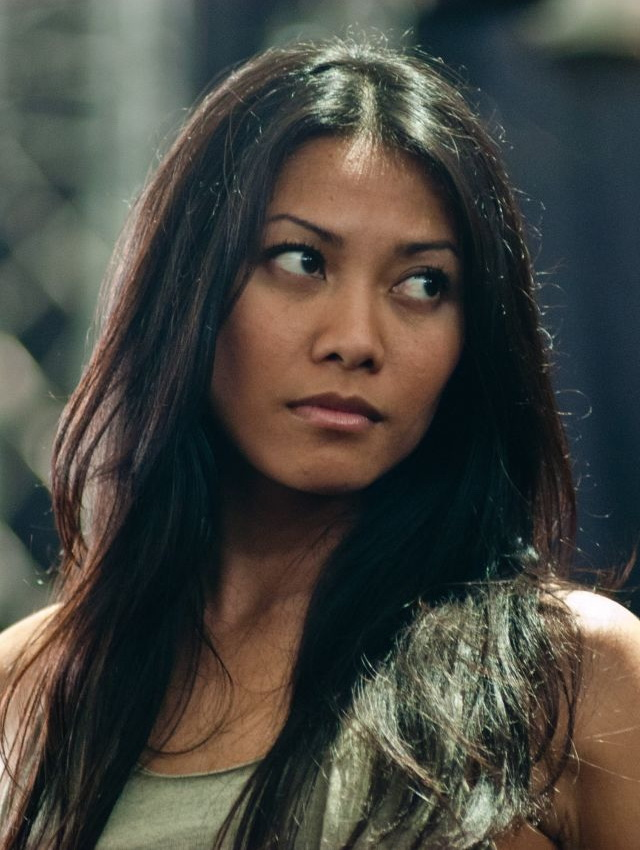
Javanaise (Asie du Sud-Est).
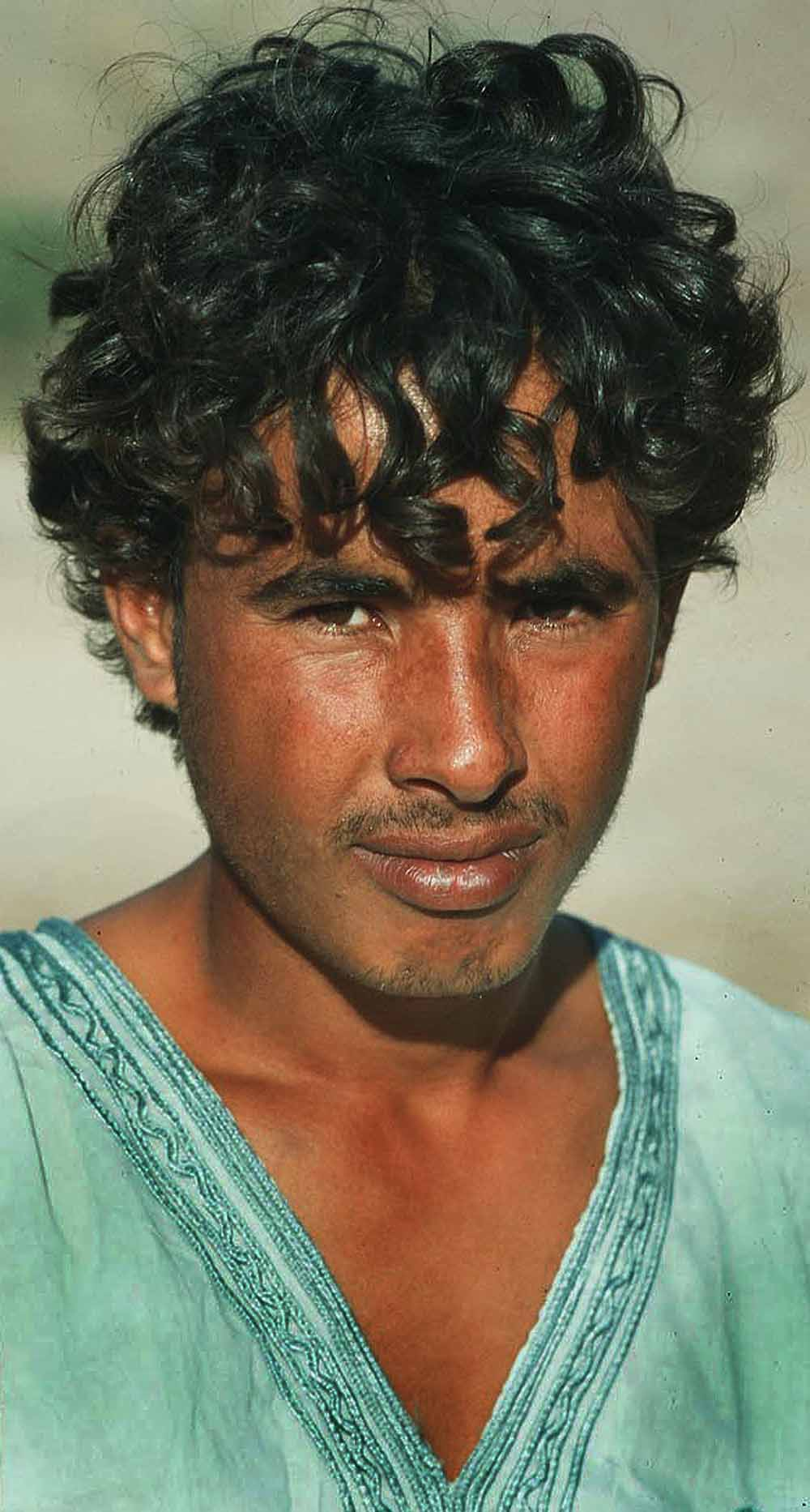
Arabe Bédouin (Asie de l'Ouest).
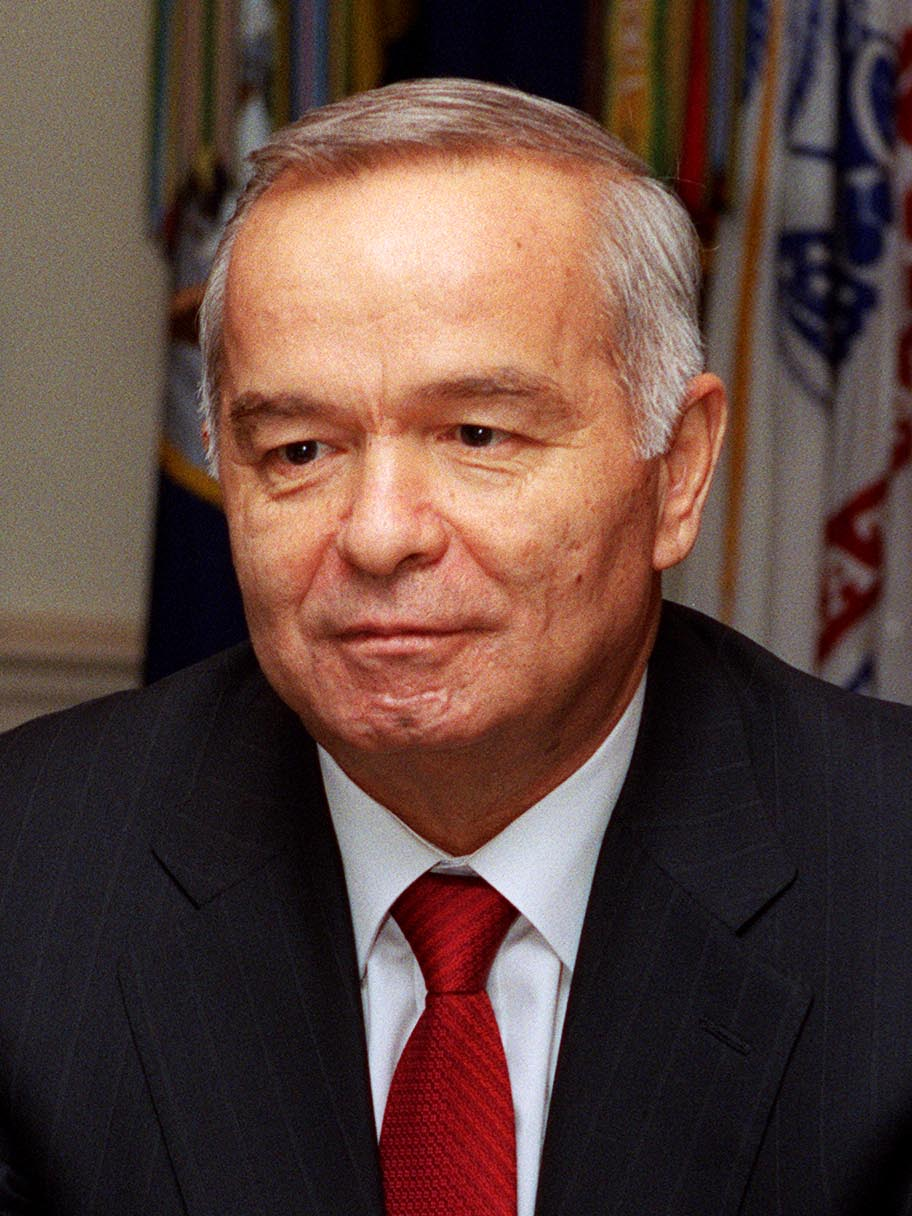
Ouzbek (Asie centrale).